# Province de Bautista Saavedra
La province de Bautista Saavedra (en espagnol : Provincia de Bautista Saavedra) est l'une des 20 provinces du département de La Paz, en Bolivie. Son chef-lieu est Charazani.

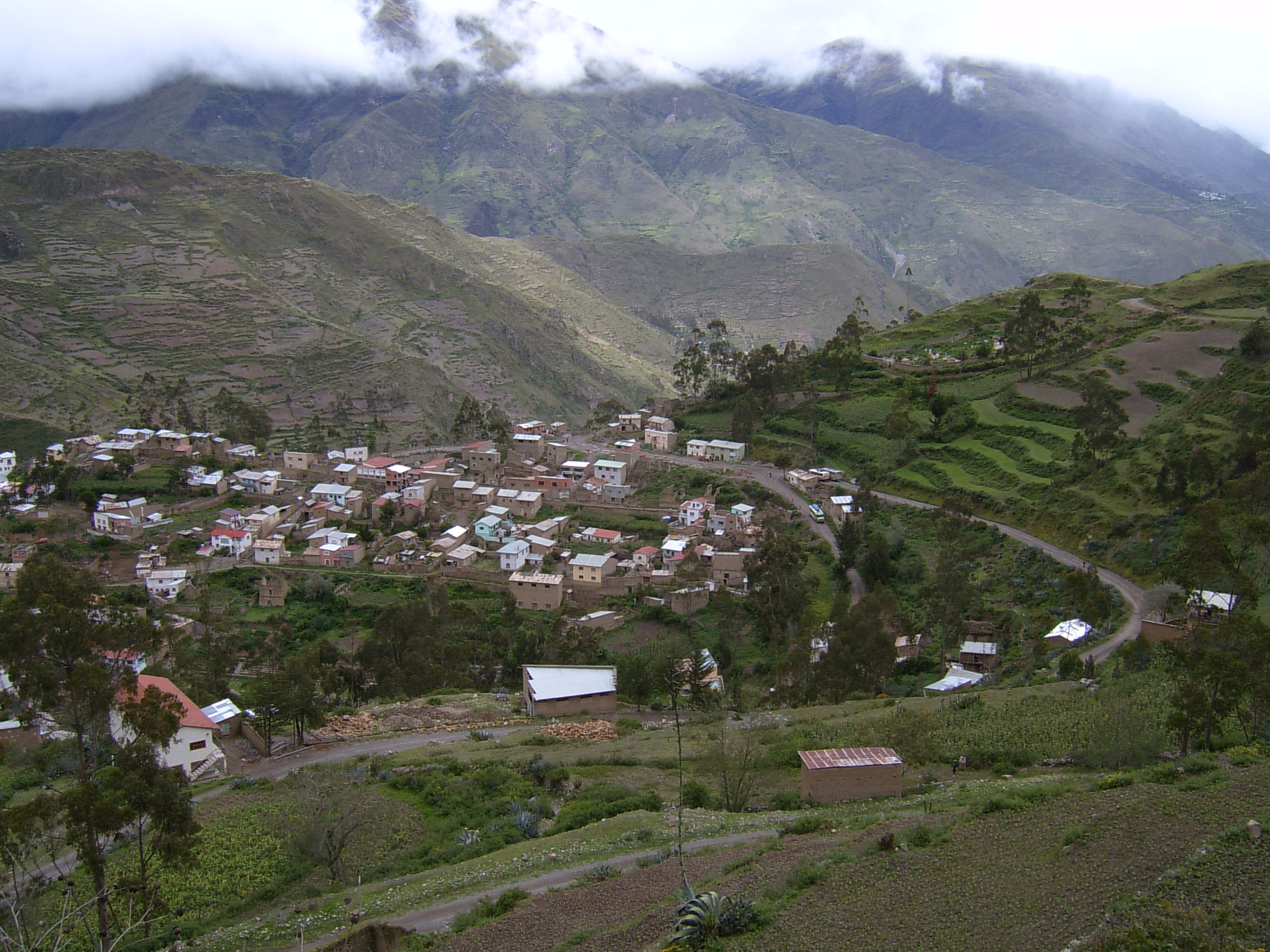
Charazani

## Géographie
La province de Bautista Saavedra se trouve au centre du département, près de la frontière péruvienne. Elle couvre une superficie de 2 525 km2.
Elle est bordée au nord par la province de Franz Tamayo, à l'est par la province de Larecaja, au sud par la province d'Eliodoro Camacho et à l'ouest par la république du Pérou.

## Population
En 2001, la province comptait 11 475 habitants.

## Municipalités
La province de Bautista Saavedra est divisée en deux municipalités :
- Charazani
- Curva